# Astrid Sandby
Astrid Sandby var en dansk tennisspiller medlem af KB Tennis.
Hun vandt det danske mesterskaber i damesingle indendørs 1917.